# Anisodes gueneei
Anisodes gueneei là một loài bướm đêm trong họ Geometridae.